# Берёзов, Пётр Алексеевич
Пётр Алексеевич Берёзов (1906—1976) — советский актёр театра и кино, заслуженный артист РСФСР (1958).

## Биография

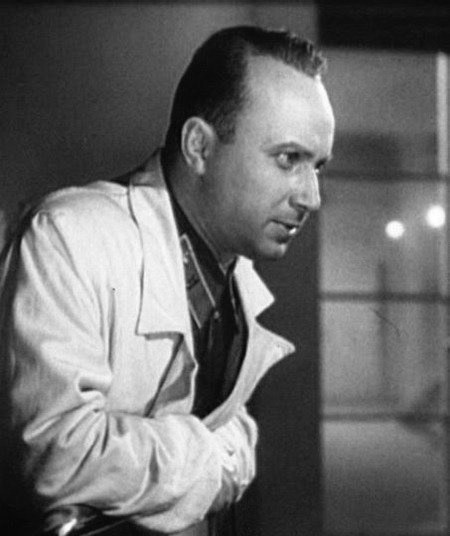
Пётр Березов в фильме «Чкалов» (1941)

Родился 2 декабря 1906 года в селе Рубановка Таврической губернии Российской империи, ныне — Херсонская область Украины.
В 1923 окончил Петроградскую среднюю школу. В 1923—1927 годах учился в Ленинградском институте сценических искусств. В 1947—1949 годах Берёзов учился в Университете марксизма-ленинизма МГК ВКП (б) (филиал при ЦДРИ СССР).
В 1925 году, учась в Институте сценических искусств (ИСИ), Берёзов вместе со студентами — будущими народными артистами СССР Борисом Чирковым и Николаем Черкасовым — решили создать свой собственный эстрадный номер: так появился пародийный танец «Пат, Паташон и Чарли Чаплин». Трио получало множество приглашений и часто появлялось на различных клубных вечерах, а затем и на профессиональной эстраде. Летом 1926 года студенческая бригада ИСИ гастролировала по Средней Азии, и самым удачным номером был именно «Пат, Паташон и Чарли Чаплин». В 1926—1929 годах этот номер они исполняли на эстраде Ленинградского «Свободного театра».
В 1925—1927 годах работал в Ленинградском театре актёрского мастерства, в 1927—1930 годах — артист Ленинградского академического театра драмы, в 1930—1932 годах — артист Московского Мюзик-холла, в 1932—1935 годах — артист Московского театра Сатиры, в 1935—1951 годах — артист Государственного академического Малого театра Союза ССР, в апреле — октябре 1951 года — артист Государственной филармонии Кавказских Минеральных вод и Южного побережья Крыма, в 1952—1960 годах — артист Московского драматического театра имени А. С. Пушкина, в 1960—1965 годах — артист «Москонцерта».
Умер 21 августа 1976 года в Москве. Похоронен на Хованском кладбище.

### Семья
Дочь — Лилиана Алёшникова (1935—2008), актриса, заслуженная артистка РСФСР (1989). (поскольку Пётр Берёзов оставил жену ещё до рождения дочери, своим отцом актриса считала отчима — Алешникова Лазаря Ефимовича).
Имел также сына Александра.
Вторая жена — Воронина Татьяна Васильевна, актриса Москонцерта, партнерша Берёзова. (брак продлился с 1960 по 1965 г.г.).
Третья жена — Маргарита Лукина.

## Фильмография
| Год  |     | Название                | Роль                      |
| ---- | --- | ----------------------- | ------------------------- |
| 1928 | ф   | Мой сын                 | Грегор                    |
| 1929 | ф   | Золотой клюв            | щёголь                    |
| 1936 | ф   | Родина зовёт            | бортмеханик Вася Хохряков |
| 1940 | ф   | Концерт на экране       | Пат                       |
| 1941 | ф   | Валерий Чкалов          | Георгий Байдуков          |
| 1948 | ф   | Сталинградская битва    | Булганин                  |
| 1950 | ф   | Секретная миссия        | Гиммлер                   |
| 1955 | тсп | На бойком месте         | Петр Мартыныч Непутевый   |
| 1957 | ф   | Урок истории            | Гиммлер                   |
| 1957 | ф   | Про чудеса человеческие | эпизод                    |

## Награды
- Заслуженный артист РСФСР (15.08.1958)
- орден «Знак Почёта» (26.10.1949)
- медали[3]